# New Brighton AFC (Neuseeland)
Der New Brighton Association Football Club war ein neuseeländischer Fußballklub aus Christchurch in der Region Canterbury.

## Geschichte
Der Klub wurde ursprünglich bereits einmal im Jahr 1924 einmal gegründet. Nach acht Jahren stellte der Klub aber seinen Betrieb ein. Im Jahr 1960, also ganze 27 Jahre nach der ersten Gründung später erfolgte dann eine Neugründung.
Im Jahr 1968 wurde man dann Meister der Southern League Division 2 und stieg so in die Division 1 auf. Hier dauerte es auch nicht lange, bis man sich mit einer weiteren Meisterschaft für die Playoffs um den Aufstieg in die National Soccer League qualifizierte. Hier gelang ebenfalls ein erster Platz, womit man zur Saison 1972 dann auch der Aufstieg in diese. In den sechs Spielzeiten, die der Klub hier verbrachte, war der dritte Platz in der Saison 1974 die beste Platzierung. Nach der Saison 1977 stieg man dann aufgrund eines elften Platzes wieder ab. Aber auch in der Division 1 konnte man sich halten und rutschte direkt in die Division 2 North durch. Aus dieser rettete man sich aber auch sofort wieder, womit man ab 1980 durchgehend wieder in der Division 1 North spielte. Nach einer Neueinteilung der Ligen musste man zur Saison 1987 dann aber in die Division 2 North wieder absteigen. Mit der Ausnahme der Spielzeit 1993 verblieb man hier dann auch.
Trotzdem durfte man in der Saison 1995 an der Superclub League teilnehmen. Mit 17 Punkten gelang hier in der Southern League dann sogar ein siebter Platz. Zur Saison 1998 ging es dann in die neu gegründete Mainland Premiere League. Hier konnte man stets die Klasse halten platzierte sich aber stets im unteren Mittelfeld. Mit einem fünften Platz erzielte man in den Saisons 1999 und 2002 jeweils das beste Endergebnis.
Im Jahr 2007 fusionierte der Klub schließlich mit dem Rangers AFC, um den Coastal Spirit FC zu bilden.